# 1880 v letectví
Tento článek obsahuje seznam událostí souvisejících s letectvím, které proběhly roku 1880.

## Události
Žádné události.

## Narození

### Červen
- 25. června – Louis Béchereau, francouzský letecký konstruktér, který působil u firmy SPAD († 18. března 1970)

### Listopad
- 1. listopadu – Alfred Wegener, německý geolog, meteorolog a průkopník balónového létání († 3. listopadu 1930)